# 姫組娘
姫組娘は、日本のアイドルグループ。2006年から活動していたが2017年解散

## メンバー

### 所属
- めぐみん

11月6日生まれ
血液型 O型
星座 さそり座
趣味 絵を描くこと、ダンス
特技 書道
チャームポイント 八重歯
メンバーカラー イエロー
好きなアーティスト 中森明菜、HELLO!PROJECT
好きな食べ物 ナン、チキンカレー
姫組娘最年長メンバー
- まぁちゃん

12月4日生まれ
血液型 O型
星座 射手座
趣味 音楽鑑賞
特技 モノマネ
チャームポイント目の輝き
メンバーカラー 赤
好きなアーティスト HELLO!PROJECT、夢みるアドレセンス
好きな食べ物 ラーメン、唐揚げ
ななみんが加入するまでは最年少メンバーだったが、ななみんが抜けてまた最年少メンバーになった。

### 旧メンバー
- あっちゃん
- ななみん

ほか

## 経歴

### 今まで披露した楽曲
- ああ、夜が明ける（Berryz工房の曲）
- NEXT is YOU（NEXT YOUの曲(juice＝juice)）
- カラダだけが大人になったんじゃない（juice＝juiceの曲）